# Mont-de-Marsan
Mont-de-Marsan (gaskonsko Lo Moun/Lo Mont de Marsan) je mesto in občina v jugozahodni francoski regiji Novi Akvitaniji, prefektura departmaja Landes. Leta 2009 je mesto imelo 30.418 prebivalcev.

## Geografija
Kraj leži v pokrajini Gaskonji na sotočju rek Douze in Midou, ki skupaj tvorita reko Midouze. Mont-de-Marsan je vmesna postaja na romarski poti v Santiago de Compostelo z začetkom v Vézelayu (Via Lemovicensis).

## Uprava
Mont-de-Marsan je sedež dveh kantonov:
- Kanton Mont-de-Marsan-Jug (del občine Mont-de-Marsan, občine Benquet, Bougue, Bretagne-de-Marsan, Campagne, Haut-Mauco, Laglorieuse, Mazerolles, Saint-Perdon, Saint-Pierre-du-Mont),
- Kanton Mont-de-Marsan-Sever (del občine Mont-de-Marsan, občine Bostens, Campet-et-Lamolère, Gaillères, Geloux, Lucbardez-et-Bargues, Saint-Avit, Saint-Martin-d'Oney, Uchacq-et-Parentis).

Mesto je prav tako sedež okrožja, v katerega so poleg njegovih dveh vključeni še kantoni Aire-sur-l'Adour, Gabarret, Geaune, Grenade-sur-l'Adour, Hagetmau, Labrit, Mimizan, Morcenx, Parentis-en-Born, Pissos, Roquefort, Sabres, Saint-Sever, Sore in Villeneuve-de-Marsan s 152.067 prebivalci.

## Zgodovina
Ustanovitev kraja sega nazaj v leto 1133, ko se je tedanji vikont Marsana, Tursana in Gabardana Pierre de Lobaner odločil na ozemlju župnije Saint-Pierre-du-Mont zgraditi novi grad Castelnau. Le-ta je ob sotočju rek nadzoroval prehod. Prav tako je dal na tem ozemlju zgraditi utrjeno naselje, nekoliko dlje po reki navzdol pa še pristan. Okoli slednjega se je kasneje razvila nova četrt skupaj s samostanom reda manjših bratov (1260).
Med stoletno vojno je bil kraj pod domeno Angležov (do 1441), samo prebivalstvo pa je našlo zavetje za njegovim obzidjem, medtem ko se je v okolici dvignila bastida. Od 1517 se je kraj precej navezal na rodbino Albret, ki je tedaj vladala Navarri. Zaradi posesti Jeanne d'Albret, kasneje njenega sina Henrika IV., se je Mont-de-Marsan v času verskih vojn znašel v oboroženih spopadih ter se od 1560 preoblikoval v trdnjavo. Po koncu vojne je francoski kralj Ludvik XIII. odredil porušiti grad Château de Nolibos, v letu 1777 je bila izvršena porušitev mestnih vrat, leta 1810 pa še podrtje ostalih delov obzidja.
Med francosko revolucijo se je kraj preimenoval v Mont-Marat in postal sedež novonastalega departmaja Landes, s čimer je s prvega položaja v pokrajini izpodrinil sosednji Dax.

## Pobratena mesta
- Alingsås (Västergötland, Švedska),
- Tudela (Navarra, Španija).